# Confession de minuit
Confession de minuit est le premier volume — d'une série de cinq — écrit en 1920 par Georges Duhamel dans le cycle Vie et aventures de Salavin. En 1950, ce roman fut inclus dans la liste du Grand prix des Meilleurs romans du demi-siècle.

## Résumé
Le jeune Louis Salavin est un petit employé de bureau de 30 ans travaillant à Paris et vivant dans le quartier de la montagne Sainte-Geneviève. Un matin, pris d'un désir étrange qu'il ne peut contrôler, il vient à effleurer le lobe de l'oreille de son patron, M. Sureau. Renvoyé sur le champ pour cet acte insensé, il se laisse alors glisser lentement dans la déprime, la paresse, et le dégoût de lui-même. Salavin reste dès lors reclus dans la chambre de son modeste appartement, rue du Pot-de-Fer, où il vit seul avec sa mère, attentionnée et affectueuse pour lui. Se forçant à sortir de son divan, son seul refuge qui l'accueille et lui permet de deviser sur l'état de sa personne, Louis Salavin erre dans Paris, tantôt à la recherche d'un improbable petit travail, tantôt en fuite de lui-même et de ses amis. Après six mois d'inactivité, le jour de Noël, alors qu'il est invité à déjeuner chez son seul réel ami, Octave Lanoue, une nouvelle pensée subite l'envahit à la vue de l'aisselle de la femme de celui-ci. Torturé par les fantasmes érotiques que cela génère, il fuit immédiatement le repas. Le soir même, en rentrant chez lui, il doit de plus affronter la suggestion d'un mariage arrangé par sa mère avec Marguerite, une voisine couturière qu'il affectionne pourtant. Salavin quitte définitivement sa maison et la vie qu'il a menée jusqu'alors, et fait tard dans la nuit la confession, dans un bistro, de toute son étrange histoire au lecteur.
Dans Nouvelle rencontre de Salavin, une nouvelle adjointe au roman sous la forme d'une fable, où Salavin se découvre omnipotent, capable de décider de son sort et de celui des personnes autour de lui. Il fait plier son destin et le fatum au sens large, obtenant travail et argent, se désespérant pourtant de son pouvoir, ce qui le pousse au suicide. Subitement, il s'éveille et réalise que tout ceci n'était qu'un rêve ; ivre d'alcool et de fatigue, il s'était effondré sur la table du bistro.

## Réception critique et influences
Le critique Charles Du Bos (1882-1939) a dit au sujet de La Confession de minuit que le « récit vaut par une propreté familière analogue à celle de ces meubles rustiques que taillaient dans le bois ces artisans d’autrefois, et où l’ornement semble comme la signature d’une conscience en bon état. »
Confession de minuit est considéré comme un roman ayant influencé Albert Camus pour l'écriture de La Chute en 1956.

## Adaptation au cinéma
En 1963, Pierre Granier-Deferre réalise Les Aventures de Salavin sous-titré La Confession de minuit avec Maurice Biraud, Julien Carette, Mona Dol, et Geneviève Fontanel qui sortira sur les écrans l'année suivante.

## Éditions
- Mercure de France, Paris, 1920.
- Henri Jonquières & Cie éditeur, Paris, 1926 – illustré par Berthold Mahn.
- Réédition aux éditions Omnibus, Paris, 2008,  (ISBN 978-2-258-07585-6).